# Bitva u Ko Čangu
Bitva u Ko Čangu (francouzsky bataille de Koh Chang, thajsky การรบที่เกาะช้าง) byla námořní bitva mezi vichistickou Francií a Thajskem. Odehrála se 17. ledna 1941 v rámci francouzsko-thajské války, u thajského ostrova Ko Čang, blízko tehdejší hranice mezi Thajskem a Francouzskou Indočínou. Skončila vítězstvím francouzských sil.

## Historie

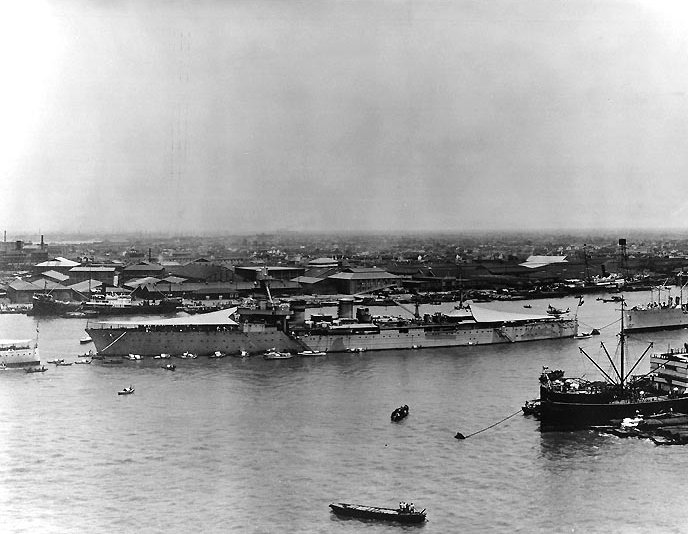
Lehký křižník La Motte-Picquet

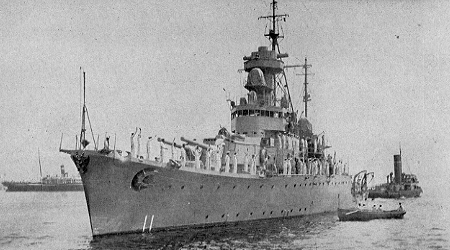
Thonburi

Po francouzské kapitulaci v červnu 1940 se její neokupované území stalo německým satelitem známým jako vichistická Francie. Oslabení země se projevilo i v jejích koloniích. Japonsko zemi donutilo k předání několika letišť v severním Tonkinu a na podzim 1940 začalo územní požadavky klást rovněž Thajsko. Nevyhlášená válka eskalovala od počátku roku 1941, kdy došlo ke střetům pozemních sil a letectva.
Dne 16. ledna 1941 bylo francouzské loďstvo v Indočíně vysláno do oblasti kolem ostrova Ko Čang, aby napadlo tam operující thajské loďstvo. Francouzskou eskadru tvořil lehký křižník La Motte-Picquet (kapitán Régis Bérenger), dvě velká avíza Dumont D`Urville a Amiral Charner třídy Bougainville, dále dvě stará avíza Tahure a Marne. Thajské královské námořnictvo do oblasti nasadilo dvě lodě pobřežní obrany třídy Sri Ajudhja, čtyři torpédovky třídy Trad (Trad, Chonburi, Rayong a Songhkli), obě šalupy třídy Tachin, dále dvě minolovky, hlídkový člun Thiew Uthock a tanker Sumui.
Ke střetu francouzské a thajské eskadry došlo ráno 17. ledna 1941. Bitva přitom probíhala v navigačně obtížné oblasti plné neprozkoumaných mělčin a ostrůvků, za kterými plavidla často mizela. Mezi šestou a sedmou hodinou ranní francouzská eskadra odrazila útok thajských torpédovek, přičemž potopily torpédovky Trad, Songkla a Chonburi. Hlavní souboj následně probíhal mezi křižníkem La Motte-Picquet a thajskými obrněnci Sri Ajudhja a Thonburi. Krátce po zahájení boje francouzský křižník zasáhl torpédem obrněnec Sri Ajudhja, který se později potopil na řece Čantabum. Následně v dělostřeleckém souboji těžce poškodil obrněnec Thonburi, který se při pokusu o odvlečení převrátil a potopil. Naopak francouzská plavidla v bitvě nebyla poškozena a přečkala i později letecký útok.
Přestože bitva skončila drtivým francouzským vítězstvím a značně přispěla k upevnění morálky francouzského námořnictva, na výsledek války vliv neměla. Válku ukončila japonská intervence, která Francii donutila k územním ústupkům ve prospěch Thajska.